# Andreas Geiger (Regisseur)

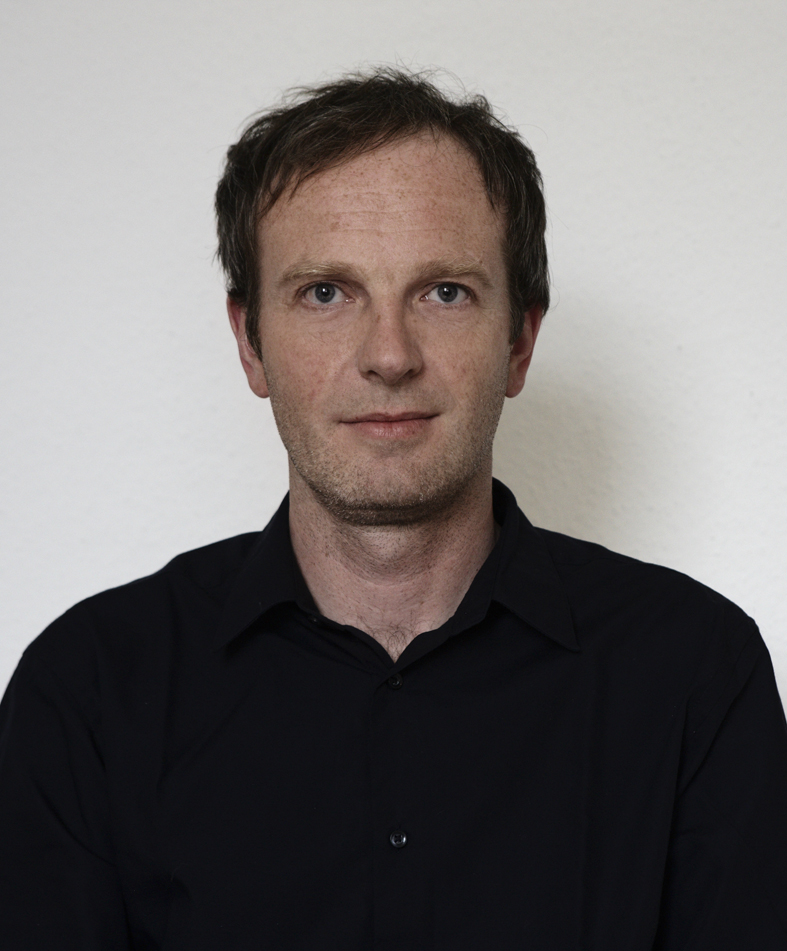
Andreas Geiger, 2017

Andreas Geiger (* 4. Dezember 1969 in Schwäbisch Gmünd) ist ein deutscher Filmregisseur und Drehbuchautor.

## Leben
Andreas Geiger absolvierte von 1992 bis 1997 ein Studium an der Filmakademie Baden-Württemberg. Seit 2010 Dozent für Film und Video an der Merzakademie Stuttgart. Er lebt und arbeitet in Stuttgart und Donzdorf.

## Werk
- 2002 Fresh Art Daily, Dokumentarfilm, Arte, 78 Min.
- 2003 Beuron, Dokumentarfilm, 30 Min.
- 2005 Heavy Metal auf dem Lande, Dokumentarfilm, SWR/Arte, 60 Min.
- 2007 Punk im Dschungel, Dokumentarfilm, ZDF Kleines Fernsehspiel, 87 Min.
- 2007 Kreuz und Quer – Geigers Geschichten vom Land, Pilot für eine Serie, SWR, 30 Min.
- 2008 Ins verwunschene Land der Staufer, SWR, 30 Min.
- 2008 Gustav Klimt – Der Zeit ihre Kunst, der Kunst ihre Freiheit, Dokumentation, 11 Min.
- 2008 Wunderheiler in Oberschwaben, SWR, 30 Min.
- 2008 Der Feldberg ruft, SWR, 3 × 30 Min.
- 2009 Schiller und seine Brüder, Dokumentarfilm, SWR, 45 Min.
- 2009 Ins Idyll – Der Schwäbische Wald, SWR, 30 Min.
- 2009 Sing Sing in Singen – Das Seniorengefängnis, SWR, 30 Min.
- 2013 Wochenendkrieger, Kinodokumentarfilm, RBB/Arte, 94 Min.
- 2014 Im Bann der Jahreszeiten, Einzelepisoden, Arte, 20 × 45 Min.
- 2016 Die Gabe zu Heilen, Kinodokumentarfilm, 102 Min.
- 2017 Die Burgenstrasse, SWR, 45 Min.
- 2018 Der Aromensammler von der Alb, SWR, 30 Min.
- 2018 Handwerkskunst! – Wie man ein Schaffell gerbt, SWR, 45 Min.
- 2019 Streuobstwiese im Glas, SWR, 45 Min.
- 2019 Halbe Hütte – Eine Provinzposse, SWR/Arte, 90 Min.
- 2020 Handwerkskunst! – Wie man eine Treppe baut, SWR, 45 Min.
- 2021 Handwerkskunst! – Wie man einen Saunawagen baut, SWR, 45 Min.
- 2021 Kultivierte Wildnis, Manufaktur Jörg Geiger
- seit 2022 div.Image- und Dokufilme, Manufaktur Jörg Geiger
- 2023 Zwischen Recht und Gerechtigkeit, Drehbuch, MDR, 30 Min
- 2023 PIETA, Doku zu Franz Ignaz Günthers Werk in Lauterstein, 12 Min.

## Bücher
- 2018 Die Gabe zu Heilen, zusammen mit Annette Maria Rieger, Klöpfer und Meyer Verlag, Tübingen ISBN 978-3-86351-447-1
- 2024 STREUOBST – Vom Geschmack einer Landschaft, 8 Grad Verlag, Freiburg, ISBN 978-3-910228-45-0